# Ai shang liang ge wo
Ai shang liang ge wo (ch. trad. : 愛上兩個我 ; py : Ài shàng liǎng gè wǒ ; titre international : Fall in Love with Me)  est une série télévisée taïwanaise diffusé en 2014 sur TTV avec Aaron Yan, Tia Lee, Jack Li et Katherine Wang.

## Synopsis
Lu Tian Xing est à 25 ans le directeur d'une entreprise de publicité ainsi qu'un prodige dans le domaine. Bien que sa compagnie ait un réel succès, il semble avoir perdu sa motivation initiale et décide donc de se retirer provisoirement pour prendre des vacances de trois mois, laissant ainsi sa société aux soins de son ami Lance.
Il rencontre alors Tao Le Si qui, depuis le décès de son frère Tao Le Yuan, dirige sa petite entreprise de publicité OZ, ce dernier faisant actuellement face à des difficultés. Il s'avère cependant que Lu Tian Xing possède 30% de la société, Tao Le Yuan ayant été un mentor pour lui.
Alors que Tao Le Si refuse l'aide de Lu Tian Xing, celui-ci décide de lui rendre service autrement. Il dissimule son identité en se faisant appeler Xiao Lu et en adoptant une personnalité et un style vestimentaire différents, et intègre alors OZ.

## Distribution

### Acteurs principaux
- Aaron Yan : Lu Tian Xing / Xiao Lu
- Tia Lee : Tao Le Si
- Jack Li : Leo
- Katherine Wang : Xu Miao Miao

### Acteurs secondaires
- Huang Huai Chen : Wang Ting Wei
- Hope Lin Ke Tong : Helen Cao Hia Lun
- Beatrice Fang : Li Huan Huan
- Kao Ying Hsuan : Li Qi Xuan / Lance
- Chen Bo Zheng : Fu Bo
- Jian Chang : Tao De Li
- Xie Qiong Nuan : Hong Xiu Luan
- Evan Yo : Tao Le Yuan
- Yang Ming Wei : Jia Gai Xian

## Diffusion
- TTV / SETTV / ETTV (2014)
- E City (2014)
- Astro Shuang Xing (2014)
- TVB Drama 1 (2014)
- Home Drama Channel (2014)
- True Vision (2014)
- GMA Network (2015)

## Bande-originale
1. 1/2 (二分之一) - Aaron Yan et G.NA
2. This Is Not Me (這不是我) - Aaron Yan
3. The Unwanted Love (多餘的我) - Aaron Yan
4. No Rules (沒規矩) - Aaron Yan
5. The Only Rose (唯一的玫瑰) - Aaron Yan
6. Taipei Dreamin' (台北沉睡了) - Aaron Yan
7. Melted (融化了) - Popu Lady
8. The Happiness Is Just Enough (這樣的幸福剛剛好) - Popu Lady
9. The Warmth in the Pocket (口袋的溫度) - Hebe

## Prix
2014 Sanlih Drama Awards
- Meilleur drame - Fall in Love with Me
- Meilleur acteur - Aaron Yan
- Meilleur tombeur - Chen Bor Jeng
- Prix de popularité - Aaron Yan

### Sources
- (en)/(zh) Cet article est partiellement ou en totalité issu des articles intitulés en anglais « Fall In Love With Me (TV series) » (voir la liste des auteurs) et en chinois « 愛上兩個我 » (voir la liste des auteurs).